# رافی آرمنیان
رافی آرمنیان (انگلیسی: Raffi Armenian؛ ۴ ژوئن ۱۹۴۲) رسانا، نوازنده پیانو، آهنگساز، آموزگار اهل ارمنی‌تبار اهل کانادا است.
وی همچنین برندهٔ جوایزی همچون رتبهٔ عضو نشان کانادا شده‌است.